# Platrugschildpad
De platrugschildpad (Notochelys platynota) is een schildpad uit de familie Geoemydidae. Het is de enige soort uit het geslacht platrugschildpadden Notochelys. De soort werd voor het eerst wetenschappelijk beschreven door John Edward Gray in 1834. Oorspronkelijk werd de wetenschappelijke naam Emys platynotha gebruikt. De schildpad moet niet verward worden met de platrugzeeschildpad (Natator depressus), die tot de zeeschildpadden behoort

## Uiterlijke kenmerken
Met een schildlengte van ongeveer 30 centimeter wordt deze soort niet zo groot, het schild is plat van vorm en heeft een bruine kleur. Aan de achterzijde steken de zaagtand-achtige hoornplaten uit, maar niet zo sterk als veel andere soorten met stekel-achtige achterzijde van het schild. Jongere dieren zijn net als volwassen exemplaren chocoladebruin en hebben een lichte kiel met waar deze het midden van de vijf middelste hoornplaten kruist een lage, donkergekleurde verhoging aanwezig is. Juvenielen lijken hierdoor een hoger schild te hebben dan volwassen exemplaren, waarvan het bovenste deel van het schild een soort plateauvorm heeft. Bij de meeste schildpadden is dit juist andersom omdat de jongen een plat schild hebben dat steeds boller wordt. Bij oudere dieren vervagen deze kenmerken, de kiel blijft wel altijd zichtbaar en ook de donkere vlekken op de middelste hoornplaten vervagen, maar verdwijnen meestal niet. Mannetjes in de paartijd krijgen soms een rode neuspunt.

## Verspreiding en habitat
De platrugschildpad komt voor Cambodja, Indonesië (Banka, Borneo, Java, Sumatra), Maleisië, Myanmar, Singapore, Thailand, en Vietnam. De habitat bestaat uit liefst dichtbegroeide, ondiepe wateren met een modderbodem, langzaam stromend water wordt getolereerd. De schildpad wordt vaak aangetroffen in moerassen, rivierarmen en poelen.

## Levenswijze
Er is vrijwel niets bekend over de voortplanting, de enige drie eitjes die ooit zijn gevonden kwamen uit een dood vrouwtje. Als de schildpad wordt opgepakt maakt deze een sissend geluid, en poept over zijn belager. Er zijn veel soorten schildpadden die dit doen, maar exemplaren in gevangenschap leren dat, in tegenstelling tot deze soort, meestal snel af.